# Wouter Bleeker
Wouter Bleeker (Oudshoorn, 14 november 1904 - De Bilt, 17 april 1967) was een Nederlandse meteoroloog, die hoofddirecteur van het KNMI is geweest.
Bleeker studeerde wis- en natuurkunde in Utrecht In 1928 werd hij wetenschappelijk assistent bij het KNMI. Hij promoveerde in 1936. In 1937 werd hij adjunct-directeur en in 1941 directeur bij de weerdienst en luchtvaartmeteorologie van het KNMI. Hij werd in 1946 buitengewoon hoogleraar in de dynamische meteorologie aan de universiteit van Utrecht. Bleeker was ook gasthoogleraar in Chicago (1948-1949) en aan de Florida State University (1951-1952). Hij schreef onder andere het driedelige Leerboek der meteorologie (1942).
Op 1 september 1965 werd hij hoofddirecteur van het KNMI.